# Podarium
Das Podarium ist
- eine dornentragende, schildförmige Bildung einiger sukkulenter Euphorbien-Arten
- die mit der Sprossachse verschmolzene Blattbasis bei den Kakteengewächsen, die auch als Warze[1] bezeichnet wird

Der Begriff, zunächst als französisches Wort podaires, wurde 1858 Charles Lemaire geprägt, der ihn bei der Beschreibung von Euphorbia hermentiana erstmals anwendete. Pierre Edmond Boissier latinisierte Lemaires Begriff und nutzte ihn in seiner im Januar 1862 erschienenen Beschreibung der Sektion Diacanthium der Euphorbien. In seiner im April 1862 veröffentlichten Besprechung von Boissier definierte Lemaire den Begriff Podarium schließlich präzise.

## Nachweise